# 艾尔默·伯克·兰伯特
艾尔默·伯克·兰伯特（Aylmer Bourke Lambert，1761年2月2日—1842年1月10日），英国植物学家。他是倫敦林奈學會的創始會員之一。在雙名法中的「作者引用」中有「Lamb.」的縮寫，用來標示其命名的物種。